# Osu (Ghana)

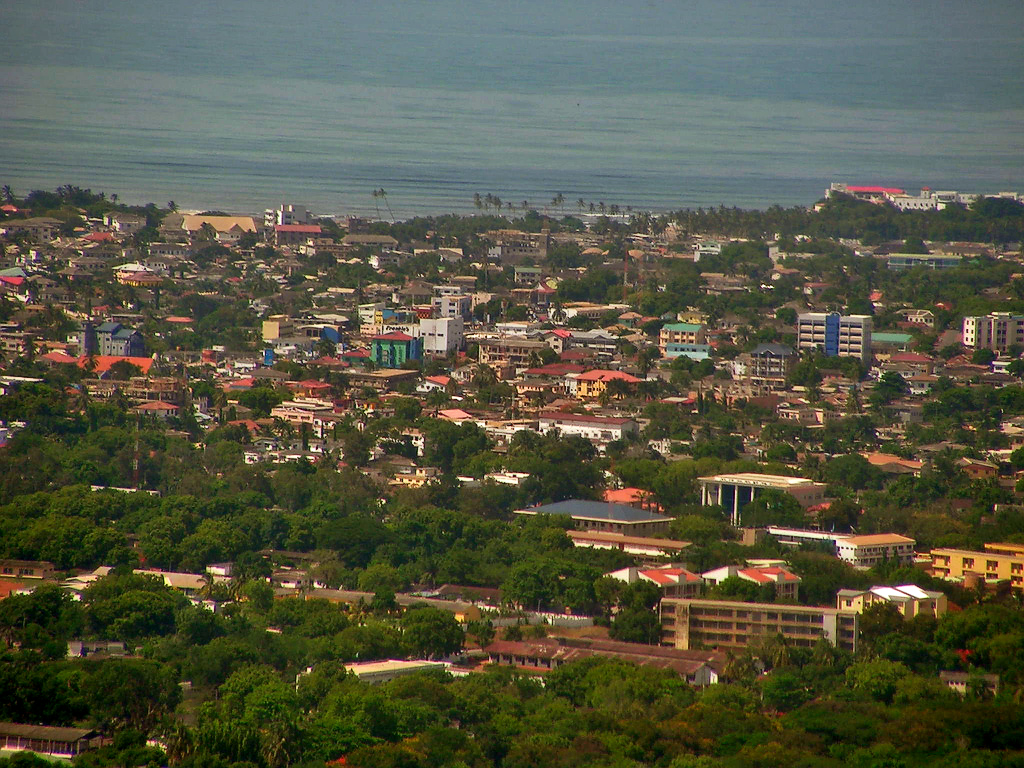
Vista aerea di Osu

Osu è un quartiere del centro di Accra, a 3 km ad est del Central Business District. Osu è bagnato dal Golfo di Guinea a sud, mentre a ovest confina con Ridge Est, Ovest e Nord e a est la Ring Road divide il quartiere da Labone.

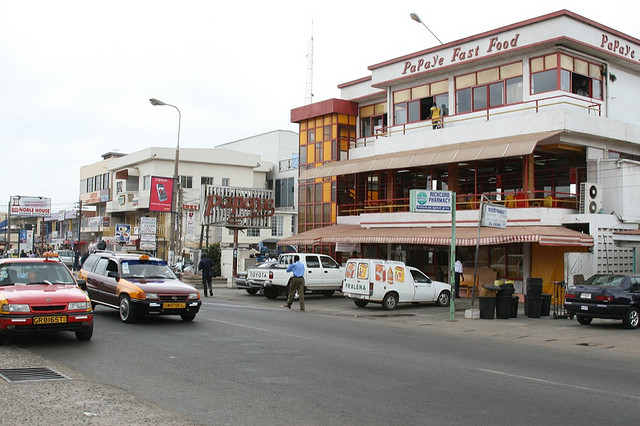
Oxford Street

Grazie ai suoi negozi, ristoranti e alla sua vita notturna, ci si riferisce al quartiere, talvolta, come la West End di Accra, mentre la strada principale del quartiere, la Cantonments Road, che è colloquialmente conosciuta come "Oxford Street", con ovvio riferimento alla strada londinese con cui ha in comune la vocazione commerciale.
Essendo fondato come abitato intorno al forte danese di Christiansborg nel XVII secolo, il quartiere vede un'ampia varietà di stili architettonici nei suoi edifici da edifici datati ai primi anni del XX secolo (sia piccoli condomini di pochi piani che case indipendenti) a moderni torri di uffici.
Ringway Estate è una gated community che si trova nella parte ovest del quartiere, tra la Gamel Abdul Nasser Avenue e la Cantonments Road.

## Castello di Osu

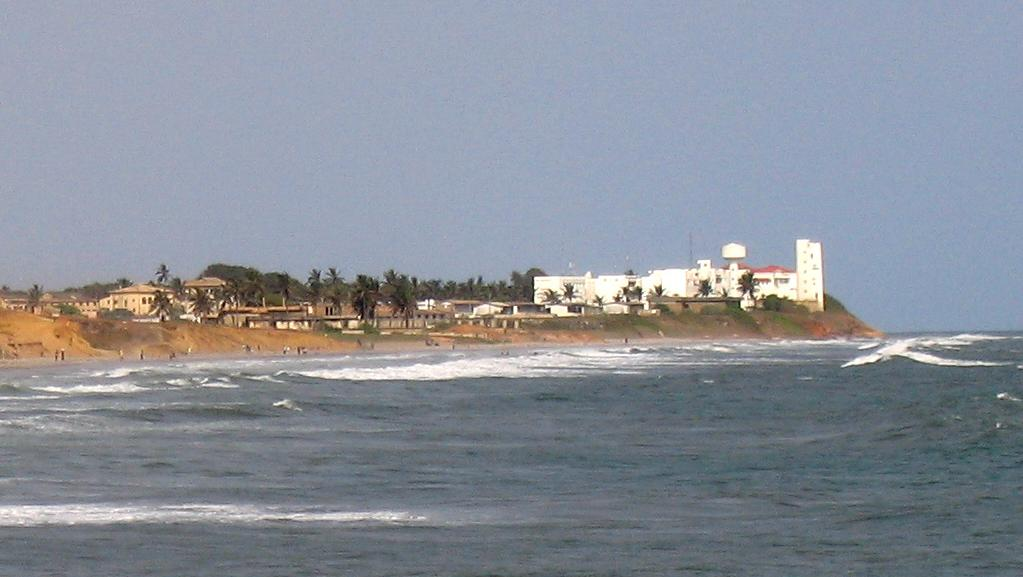
Castello di Osu

All'estremità meridionale del quartiere, affacciato sull'oceano, si trova il Castello di Osu (Osu Castle in inglese, conosciuto anche come Fort Christiansborg o semplicemente The Castle).
Il primo sostanziale forte è stato costruito dai danesi negli anni 60 del XVII secolo, anche se, col tempo, è passato di mano ai portoghesi, agli akwamu, agli inglesi, e, infine a seguito dell'indipendenza, ai ghanesi. A causa di questi continui passaggi di proprietà, il castello ha subito modificazioni e ricostruzioni.
Durante l'intera storia del castello, questo è sempre stato la sede del governo in Ghana (con qualche interruzione, l'ultima delle quali è avvenuta nel gennaio 2009, quando il presidente John Kufuor ha deciso di trasferire la sede del governo nella Golden Jubilee House).